# Operazione Wintergewitter (1944)
Operazione Wintergewitter, anche detta offensiva di Natale o battaglia della Garfagnana (in tedesco Unternehmen Wintergewitter, in inglese Battle of Garfagnana), era il nome in codice di un attacco lanciato dalle forze tedesche e della Repubblica Sociale Italiana contro le posizioni Alleate nella regione della Garfagnana, tra il 26 e 28 dicembre 1944, nell'ambito della campagna d'Italia della seconda guerra mondiale.
L'operazione, l'unica azione offensiva lanciata congiuntamente dai reparti della Wehrmacht e dell'Esercito Nazionale Repubblicano nel corso della guerra, fu diretta contro i reparti statunitensi della 92nd Infantry Division, provocandone il ripiegamento e portando alla riconquista di alcuni villaggi della valle del Serchio; l'offensiva fu poi fermata dalla pronta reazione dei reparti Alleati e dalla mancanza di truppe di rinforzo, e i reparti italo-tedeschi ritornarono sulle posizioni di partenza entro il 30 dicembre 1944.

## Antefatti
Sul finire di ottobre del 1944, dopo il sostanziale fallimento dell'Operazione Olive sul settore del mare Adriatico e degli attacchi della 5ª Armata americana verso La Spezia e Bologna, il fronte italiano si stabilizzò alle spalle della Linea Gotica, dietro la quale erano ripiegati resistendo i reparti tedeschi del feldmaresciallo Albert Kesselring; a parte poche azioni minori, gli Alleati fermarono le operazioni offensive in vista dell'inverno, al fine di riorganizzare i reparti in previsione dei nuovi attacchi da lanciare lungo tutto il fronte non appena le condizioni meteo fossero migliorate. I generali Harold Alexander e Mark Wayne Clark concordarono di riprendere gli attacchi verso Bologna e la pianura padana a partire dal 24 dicembre, nonostante l'inizio dell'inverno, ma il 22 dicembre i servizi d'intelligence Alleati riferirono di preparativi offensivi tedeschi sul fronte della 5ª Armata americana; i preparativi per la nuova offensiva furono sospesi e l'8th Indian Infantry Division del generale Dudley Russell fu posta in stato d'allerta per muovere in aiuto degli americani in caso di bisogno.
Già dalla fine di ottobre i comandi tedeschi pensavano ad un'offensiva nella zona occidentale della linea Gotica, considerata un settore tranquillo e quindi debolmente presidiato dai reparti americani, allo scopo di allentare la pressione Alleata su Bologna: il piano incontrò il pieno appoggio di Mussolini e del comandante delle forze della RSI, maresciallo Rodolfo Graziani, i quali chiesero che ad esso potessero partecipare le ricostituite divisioni regolari dell'ENR, da pochi mesi rientrate dall'addestramento in Germania ma fino ad allora impegnate in compiti secondari come la difesa costiera, la lotta antipartigiana ed il presidio della frontiera delle Alpi Occidentali; furono avanzati piani piuttosto ambiziosi che prevedevano l'impiego di almeno quattro divisioni (due tedesche e due della RSI) e con obiettivo finale lo sfondamento del fronte e la riconquista di Lucca e Livorno, ma ben presto ci si rese conto che simili idee erano irrealizzabili a causa della carenza di truppe oltre che di carri armati ed aerei.
La decisione finale sull'offensiva fu presa dal comandante della 14ª armata tedesca, generale Kurt von Tippelskirch, il 10 dicembre: l'operazione fu ridotta ad una semplice "ricognizione in forze" contro le posizioni nemiche, in pratica un'incursione contro gli avamposti Alleati per indebolirne il fronte; come zona dell'attacco fu scelta la valle del Serchio, nella regione della Garfagnana, dove le posizioni avanzate della 92nd Infantry Division (composta in maggioranza da afroamericani) erano giudicate un obiettivo facile a causa dell'inesperienza della divisione, da poco giunta sul fronte. L'attacco fu affidato ad un kampfgruppe creato per l'occasione riunendo reparti prelevati dalla 148. Infanterie-Division tedesca e dalla 4ª Divisione alpina "Monterosa" della RSI (a sua volta comprendente un battaglione distaccato dalla 3ª Divisione fanteria di marina "San Marco"), il tutto sotto il comando del generale Otto Fretter-Pico, comandante della 148. Division. Per la data dell'attacco fu scelta la notte tra il 25 ed il 26 dicembre, onde sfruttare la tregua natalizia per completare gli ultimi preparativi; all'operazione fu dato il nome in codice di Wintergewitter, "tempesta invernale".

## Ordine di battaglia

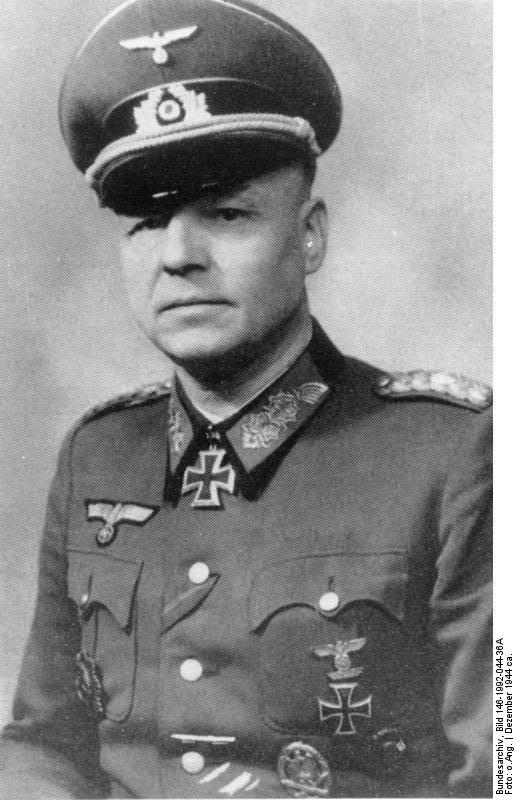
Il generale Otto Fretter-Pico, comandante della 148. Infanterie-Division tedesca

Forze italo-tedesche ed americane al 26 dicembre 1944:
- Kampfgruppe Fretter-Pico (generale Otto Fretter-Pico)
  - Prima colonna:
    - 1º Battaglione, Grenadier-Regiment 285 (148. Infanterie-Division)
    - 2º Battaglione, 6º Reggimento fanteria di marina (Divisione "San Marco")
    - IV Gruppo esplorante Cadelo (Divisione Monterosa)
    - 1 compagnia pionieri della divisione Italia
    - Compagnia reggimentale, 1º reggimento alpini (Divisione Monterosa)

  - Seconda colonna:
    - 3º Battaglione alpini "Intra", 1º Reggimento alpini (Divisione "Monte Rosa")
    - 1º Battaglione alpini "Brescia", 2º Reggimento alpini (Divisione "Monte Rosa")
    - 23º Reparto esplorante (Divisione "Monte Rosa")
    - 2º Battaglione, Grenadier-Regiment 285 (148. Infanterie-Division)

  - Terza colonna:
    - 4º Battaglione Gebirgsjäger (148. Infanterie-Division)
    - Battaglione Gebirgsjäger "Mittenwald" (148. Infanterie-Division)
    - Battaglione mitraglieri "Kesselring" (148. Infanterie-Division)

  - Gruppi d'artiglieria:
  - Gruppo d'artiglieria Bergamo
  - Gruppo d'artiglieria Mantova
  - Batteria comando reggimentale
  - 3 gruppi d'artiglieria tedesca
- 92nd Infantry Division (generale Edward Almond)
  - 370th Regimental Combat Team:
    - 1º Battaglione, 370th Infantry Regiment
    - 2º Battaglione, 370th Infantry Regiment
    - 2º Battaglione, 366th Infantry Regiment
    - Cannon Company, 366th Infantry Regiment
    - 92nd Anti tank Company, 366th Infantry Regiment
    - 598th Field Artillery Batallion
    - 92nd Cavalry Reconnaissance Troop
    - Compagnia cannoni semoventi, 366th Infantry Regiment
    - Compagnia B, 760th Tank Battalion
    - Compagnia A, 317th Engineer Battalion

## L'offensiva

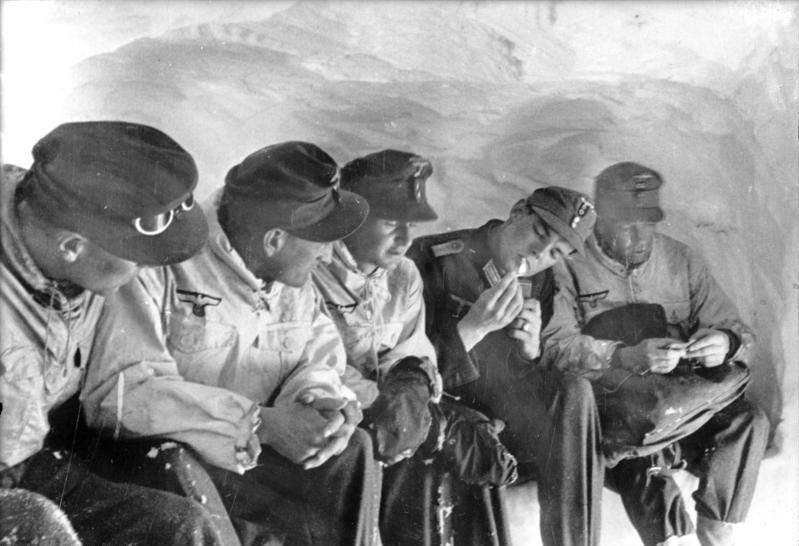
Gebirgsjäger tedeschi

L'offensiva iniziò alla mezzanotte del 26 dicembre 1944, senza fuoco preparatorio dell'artiglieria per mantenere fino all'ultimo l'effetto sorpresa. La prima a muoversi fu la terza colonna del Kampfgruppe Fretter-Pico, composta da reparti di Gebirgsjäger (truppe da montagna tedesche): l'attacco si sviluppò sul lato orientale del Serchio, contro l'ala destra del 370th Regimental Combat Team ("gruppo da combattimento reggimentale", l'equivalente americano di un Kampfgruppe) della 92ª divisione; si svilupparono subito feroci combattimenti per il possesso del villaggio di Sommocolonia, dove una compagnia del 2º Battaglione 366th Infantry Regiment ed alcuni partigiani italiani resistettero ai tedeschi dal mattino fino a sera, quando gli ultimi 18 superstiti si ritirarono dall'abitato. Nello scontro di Sommcolonia avvenne l'atto di eroismo di John Fox che chiamò l'artiglieria amica sulla propria posizione sacrificandosi per mantenere la posizione il più a lungo possibile. Va notato come diversi resoconti statunitensi parlano di soldati italiani ed austriaci travestiti da partigiani infiltrati nell'abitato di Sommocolonia. La mattina si mosse anche la prima colonna e il 2º Battaglione, 6º Reggimento fanteria di marina il quale occupò Promiana e proseguì in direzione Molazzana. Sempre la mattina a Vergemoli il comando della 92nd Antitank Company venne distrutto dagli uomini della Monterosa, i quali occuparono anche Calomini dove avvenne un piccolo contrattacco americano portato a termine dalla compagnia G del 370°, che temporeggiò la ritirata. Dopo aspri scontri, in poche ore venne occupato Molazzana dagli uomini della San Marco.
. A Calomini le truppe dell'Asse si appropriarono di mortai e mitragliatrici abbandonate, successivamente continuarono il movimento puntando su Gallicano in collaborazione con 1º Battaglione, Grenadier-Regiment 285. A seguito degli scontri, alle 10:45 la compagnia reggimentale 1º reggimento alpini entrò a Brucciano abbandonato dagli americani. Nel frattempo il battaglione Gebirgsjäger "Mittenwald" mise in sicurezza il fianco sinistro dell'attacco, occupando i villaggi di Bebbio e Scarpello dopo aver respinto gli avamposti del reparto da ricognizione della 92ª divisione (92nd Cavalry Reconnaissance Troop); per le 14:00 i tedeschi avevano ormai ottenuto uno sfondamento sul fianco destro del 370th Regimental Combat Team, sospingendone i reparti verso sud e raggiungendo la linea compresa tra i paesi di Barga e Coreglia Antelminelli, che furono poi espugnati la mattina successiva al termine di duri combattimenti.
La mattina del 27 dicembre si mossero anche i reparti italiani della seconda colonna, che attaccarono le posizioni americane a sud di Castelnuovo di Garfagnana e sul lato occidentale del Serchio, sotto il fuoco dell'artiglieria della "Monte Rosa" e della 148. Infanterie-Division: pressati sul fronte e con il fianco destro sfondato, i reparti americani iniziarono una disordinata ritirata verso sud, incalzati anche dai battaglioni della prima colonna italo-tedesca, entrati in battaglia sulla scia delle altre due colonne. Nel pomeriggio Vergemoli venne abbandonata dal 1°/370° americano che venne occupato dalla Monterosa. Gli americani lasciarono un gruppo di partigiani italiani a coprire la propria ritirata da Vergemoli. Entro sera i reparti italiani della prima colonna presero il paese di Gallicano, mentre sull'altro lato del Serchio i Gebirgsjäger entrarono a Fornaci di Barga, sgomberato dai reparti americani che si posizionarono ad Osteria; la penetrazione dei reparti italo-tedeschi copriva ormai un fronte di 20 km, con una profondità variabile tra gli 8 (al centro) ed i 2 km (ai lati). Entrati a Barga alle 7:00 del 27, i tedeschi si impadronirono di 3 cannoni anticarro da 57mm.
Ulteriori azioni si verificarono la mattina del 28 dicembre, quando unità tedesche si spinsero lungo il Serchio verso il villaggio di Calavorno mentre gli italiani si impossessavano del paese di Bolognana; pattuglie italo-tedesche continuarono ad avanzare verso sud, ma ormai l'azione andò esaurendosi per mancanza di rimpiazzi e di unità corazzate con cui inseguire i reparti americani in piena ritirata. Alla fine del ciclo offensivo la massima spinta offensiva fu di 11 km con le pattuglie italo-tedesche che raggiunsero Granaiola e il Monte Palodina senza incontrare resistenza.
La reazione della 5ª armata americana fu rapida, e già nei primi giorni elementi della 1ª divisione corazzata e della 34ª divisione fanteria americana affluirono nella zona dello sfondamento, rinforzati poi dall'8ª divisione indiana la quale fu soggetta a un'imboscata fortunata da parte di reparti avanzati della divisione San Marco che distrussero due Sherman coi panzerfaust; massiccio fu anche il supporto fornito dai cacciabombardieri del 22nd Tactical Air Command, che tra il 27 ed il 29 dicembre compirono quasi 4 000 missioni contro i reparti italo-tedeschi avanzanti. Il generale Dudley Russell si preparò per un contrattacco immediato, ma il comandante tedesco Fretter-Pico ritenne pienamente raggiunti gli obiettivi dell'operazione e, nonostante Graziani insistesse per proseguire, la sera del 28 dicembre diede ordine ai reparti di ripiegare sulle posizioni di partenza; il movimento inverso delle colonne dell'asse alle posizioni migliorate continuò fino al 29 dicembre. Per i due giorni seguenti ci furono ancora alcune scaramucce, ma gli Alleati non riuscirono a riagganciare i reparti italo-tedeschi che poterono così rientrare quasi indisturbati nelle loro linee originarie.

## Conseguenze
L'operazione Wintergewitter non ebbe in pratica alcun risultato strategico: il poco terreno conquistato dal kampfgruppe Fretter-Pico non poteva essere tenuto contro le più numerose forze Alleate, e fu ceduto praticamente senza combattere; in compenso gli italo-tedeschi ottennero un buon successo tattico, respingendo i reparti americani ed impossessandosi di armi ed equipaggiamenti, oltre a circa 250 prigionieri. Spostando truppe su un settore secondario, l'operazione ritardò il lancio della nuova offensiva Alleata verso Bologna, che tuttavia era già in discussione a causa della penuria di munizioni e delle pessime condizioni meteo; oltrepassata la data prestabilita per la cessazione delle operazioni offensive, Alexander sospese ogni ulteriore attacco, ordinando di mantenere le posizioni e di ammassare forze e rifornimenti in vista dell'offensiva finale di primavera. Il fronte della Garfagnana rimase inattivo fino al febbraio 1945 quando gli americani lanciarono l'Operazione Fourth Therm con esito fallimentare.
Pesanti critiche furono addossate agli afroamericani della 92ª divisione per il loro sbandamento durante l'offensiva, anche se venne riconosciuto che ciò era dipeso in gran parte dalle carenze dell'addestramento e dalla scarsa esperienza dei reparti; la divisione fu spostata in un settore tranquillo e riorganizzata, prendendo poi parte all'offensiva finale in Italia sul fronte di Massa e La Spezia.